# Roger Steinmann

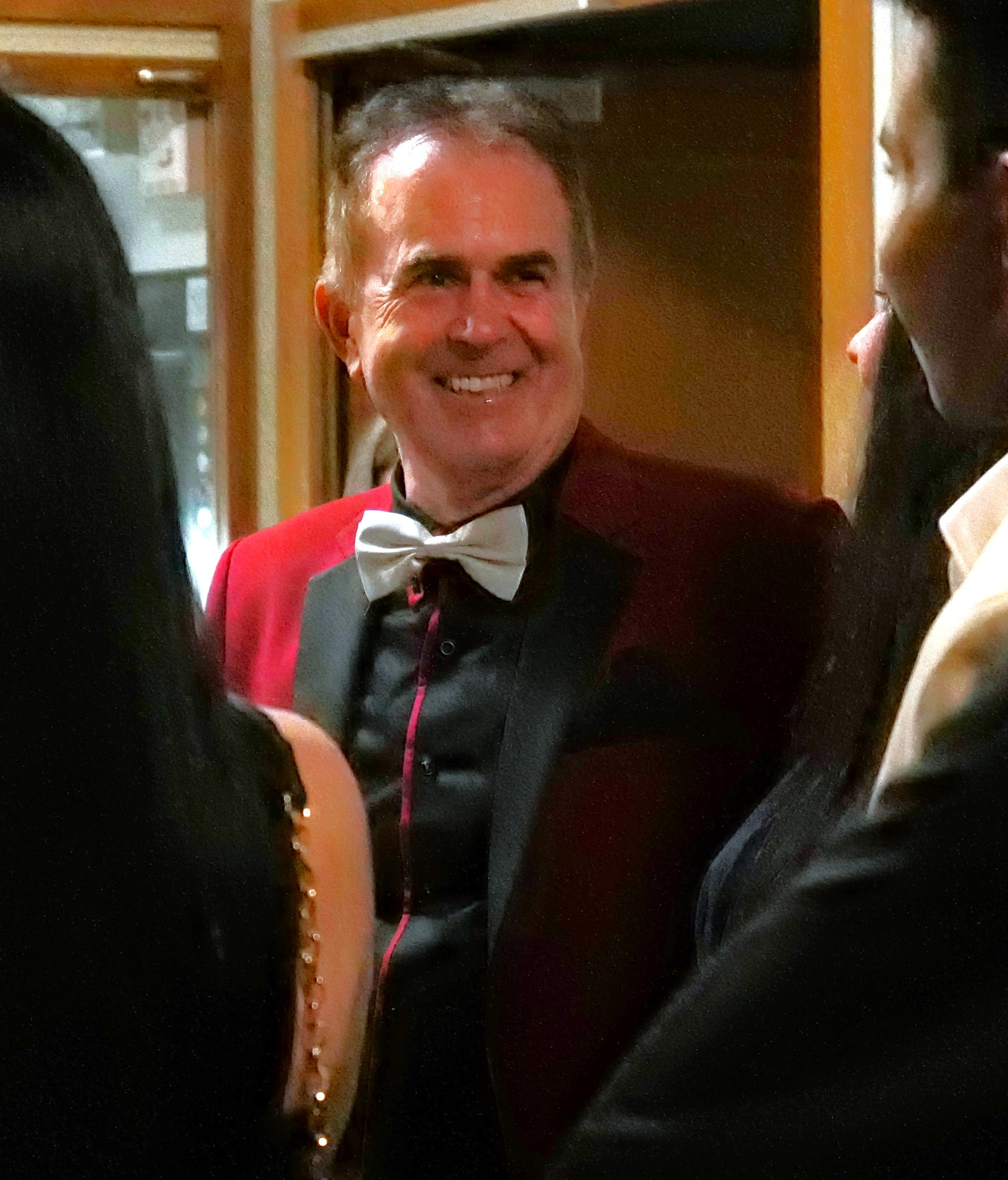
Roger Steinmann an der Première von Win=Win

Roger Steinmann (* 6. November 1961 in Zürich) ist ein Schweizer Film- und Theater-Produzent, Film- und Theater-Regisseur, Drehbuch- und Theater-Autor, sowie Unternehmer.
Steinmanns bekanntestes Werk ist der Hollywood-Film Illusion Infinity (alias Paradise, 2004) mit Dee Wallace, Mickey Rooney, Timothy Bottoms, Barbara Carrera, Martin Kove, Theresa Saldana, and Lilyan Chauvin.
Die Dreharbeiten des internationalen Kinofilmes PhonY mussten wegen des unerwarteten Todes des Hauptdarstellers Burt Reynolds unterbrochen werden.
Während der Covid-19-Krise 2020 nahm sich Steinmann das Social Distancing als Thema vor. Das Ergebnis war das Theaterstück Win=Win, welche er als Regisseur und Produzent am 7. Oktober 2022 in Zürich zur Uraufführung brachte. Auf der Bühne standen Bodo Krumwiede und Florine Elena Deplazes; Stimmen der Off-Rollen lieferten Christa Rigozzi, Gilles Tschudi, René Rindlisbacher, Heidi Maria Glössner und Bella Neri.
Seit 2023 hat Steinmann drei weitere originale Theaterstücke kreiert: die Satire w.w.Steinzeit (und dessen englische Adaption w.w.Stoneage) über die digitale Endzeit; die Krimi-Komödie Wenn der Drilling mit der Zwilling im Stil einer humoresquen Agatha Christie; sowie Teufelskreis, welches auf dem 'Überleben' der Ruth Madoff, der Ehefrau des 66 Milliarden-Wall Street-Ponzi-Gauners Bernhard Madoff basiert.  Dessen englische Adaption Ruthless bringt Steinmann am 31. Mai 2025 als Regisseur und Produzent in London zur Uraufführung.

## Karriere

### Erste Filme
Nach ersten Expermientalfilmen seit 1969, im Alter von 8 Jahren, inszenierte Steinmann 1975 seinen ersten Spielfilm, Die Türe. Er besetzte beide Hauptrollen in dieser Krimi-Farce mit seinen Schul-Freunden, den zukünftigen Professoren Peter Bürgisser (in Mathematik und Informatik) und André Bellmont (in Musik). Der Kurzfilm gewann beim Schweizerischen Jugendfilm-Festival 1976 und wurde am 10. April 1976 gemeinsam mit einer Kritik des Oscar-nominierten Regisseurs Markus Imhoof sowie einem Interview mit Steinmann und Bürgisser im Schweizer Fernsehen ausgestrahlt.
Es folgten eine Reihe von kurzen Spiel- und Dokumentarfilmen, von denen einige bei den Schweizerischen Jugendfilmtagen Prädikate erhielten, z. B. Die Welt steht Kopf (1976), Die Zwei vom Klub (1976), Flutkatastrophe (1977), Die Maschinentiere (1977) und Ein Tag in der Tierarztpraxis (1978).
Die Filme Die Maschinentiere und Ein Tag in der Tierarztpraxis wurden vom Schweizer Tierschutz mit je einem Sonderpreis ausgezeichnet.
Der Film Flutkatastrophe (1977) wurde in der Schweizer Presse als "Horror-Film" bezeichnet. Steinmann schildert die existierende Gefahr eines Staudammbruches und die darauf folgende Überflutung Zürichs. Im November 1978, wurde auch dieser Film im Schweizer Fernsehen zusammen mit einem Live-Interview mit Steinmann ausgestrahlt.

### Fortschreitende Filmambitionen
Schon als Teenager versuchte Steinmann, seine Original-Drehbücher für Lang-Spielfilme zu lancieren. In den Jahren 1978/79 entwickelte er das Konzept Krebs! über das lebensbedrohliche Virus im Organismus einer Frau, visualisiert durch eine gleichzeitige Lebensbedrohung des Organismus einer ganzen Stadt durch eine Godzilla-ähnliche Monsterkrabbe – anspielend auf die Doppelbedeutung des Titels, der Krankheit und des Tieres.
Das Projekt hatte große Dimensionen das Budget, aber auch die zu dieser Zeit erforderlichen Spezialeffekte betreffend. Deshalb kam das Projekt zum Stillstand.

### Erste Theateraktivitäten
Steinmann blieb in verschiedenen Funktionen beim Film aktiv, wandte sich jedoch auch dem Theater zu. Im Jahre 1982, in der Funktion als Produzent und Regisseur, brachte er Beschti Referenze (alias Buchhalter Nötzli/Mit besten Empfehlungen) von Hans Schubert als erster auf die schweizerische Bühne. Vier Jahre danach war gerade dieses Stück für den populären Schweizer Volksschauspieler Walter Roderer wohl dessen grösster Erfolg, auf der Bühne wie auch im Film.
1986 kreierte Steinmann Achtung-Fertig-Los ! (alias Nume Theater mit em Sunntigsbsuech). Diese Farce mit der ungewöhnlichen Konzeption, da Schauspieler nicht nur auf der Bühne, sondern auch inmitten der echten Zuschauer agieren, produzierte er ebenfalls. Sein Kollaborator Markus Imthurn führte die Regie; Imthurn avancierte in den nachfolgenden Jahrzehnten bis dato zu Steinmanns engstem kreativen Mitarbeiter.
1988 wurde Steinmann als Regisseur von Schelmereie von dem 1909 gegründeten Volkstheater Oberentfelden engagiert.

### Hollywood
Ab 1991 lebte Steinmann alternativ in Zürich und Los Angeles. Dort schrieb er mehrere Drehbücher auf spec, allein oder auch in Kollaboration, z. B. Bum and the Kid (Bum und das Kind) mit Robert Scott Steindorff, Storylines, z. B. The Love of my Life (Die Liebe meines Lebens) mit Don Mankiewicz und dem Umschreiben von Drehbüchern, z. B. Project Metalbeast.
Steinmanns filmschaffende Vorbilder sind: Billy Wilder, welcher seinem Ideal des eleganten erzählen von Geschichten in Kombination mit einer engen Handlung am nächsten kommt; William Wyler, dessen brillante Regie die allerbesten Schauspielerleistungen hervorbrachte; und John Huston für sein faszinierendes Œuvre, aber auch für sein abenteuerliches Privatleben.

### Illusion Infinity(aliasParadise, 2004)

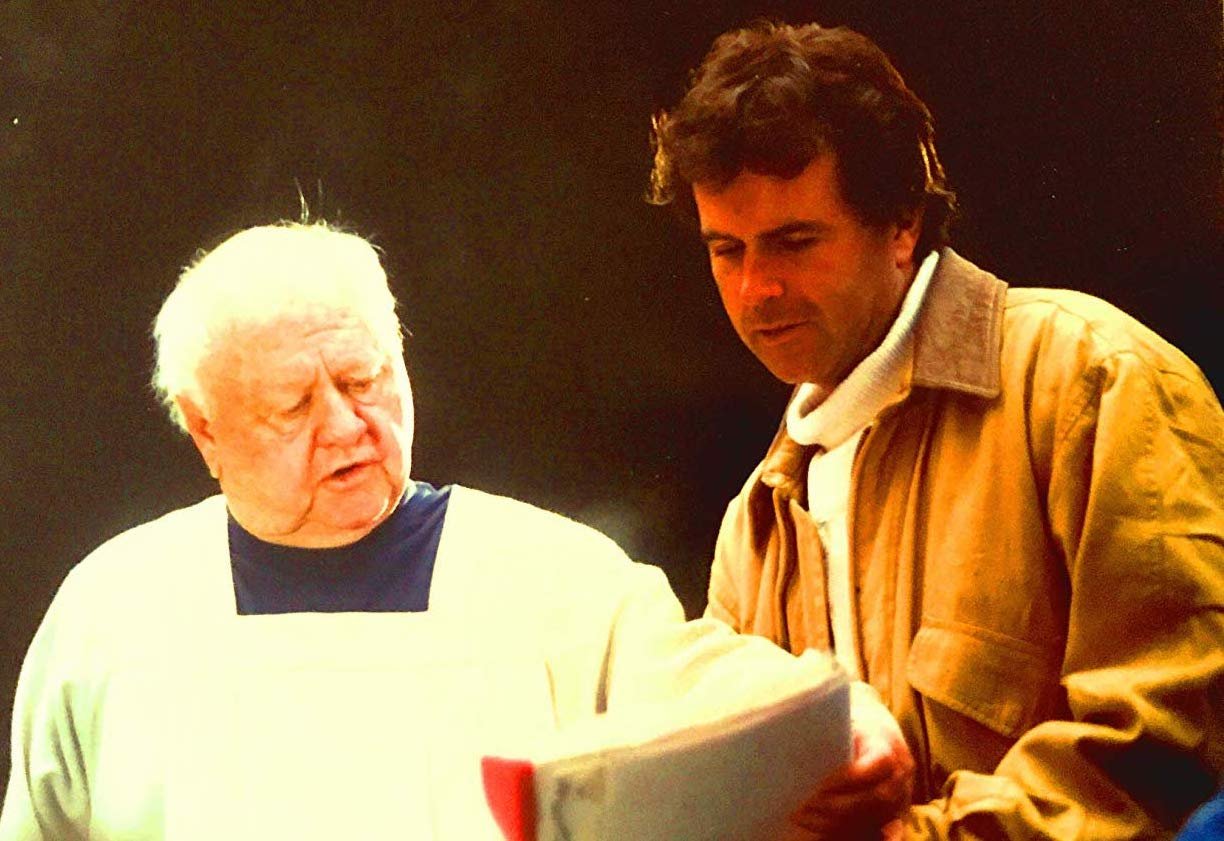
Roger Steinmann (rechts) mit Mickey Rooney am Set von Illusion Infinity, 2004

Gemeinsam mit Casting Director Gerald I. Wolff war Steinmann in der Lage für Illusion Infinity sieben bekannte Hollywood-Schauspieler zu verpflichten: Dee Wallace, Mickey Rooney, Timothy Bottoms, Barbara Carrera, Martin Kove, Theresa Saldana, und Lilyan Chauvin.
Obwohl Illusion Infinity als Biographie bezeichnet wurde, war es eine Originalgeschichte von Steinmann über die, nur vermeintlich reale, Las Vegas Sängerin Patricia Paradise (verkörpert von Dee Wallace) und ihrer lebenslangen Suche nach einem Seelenverwandten im traumhaften "Shangri-La".

### Film-ProjekteThe PartykillersundLadies First
In 2014 interessierte sich der thailändische Film- und Popstar Mike Angelo für Steinmanns Drehbuch The Partykillers. Diese Screwball-Komödie von Steinmann, nach einer Original-Geschichte von ihm und Rodney Heeringa (geschrieben 1995/98), erzählt die Geschichte über den Versuch eines Erfinders, seine neuste Erfindung einem reichen Industriellen auf dessen Hochzeitsfest zu verkaufen. Nachdem er dem Bräutigam die Party verdirbt (daher „Partykiller“) endet er zwar nicht mit Geld, jedoch der Braut.
Ein anderes Konzept passte noch besser zu Mike Angelos Talent: Die Geschichte eines jungen, männlichen Sängers, welcher jedoch nur Erfolg hat, wenn er als Frau auftritt. Die Komplikationen erhöhen sich, wenn er nicht nur als Mann seine Freundin betört, sondern auch noch als Frau deren Vater. Mit Angelo`s Zusage entwickelte Steinmann 2015 das Original-Drehbuch zu Ladies First.

### KinofilmPhonY

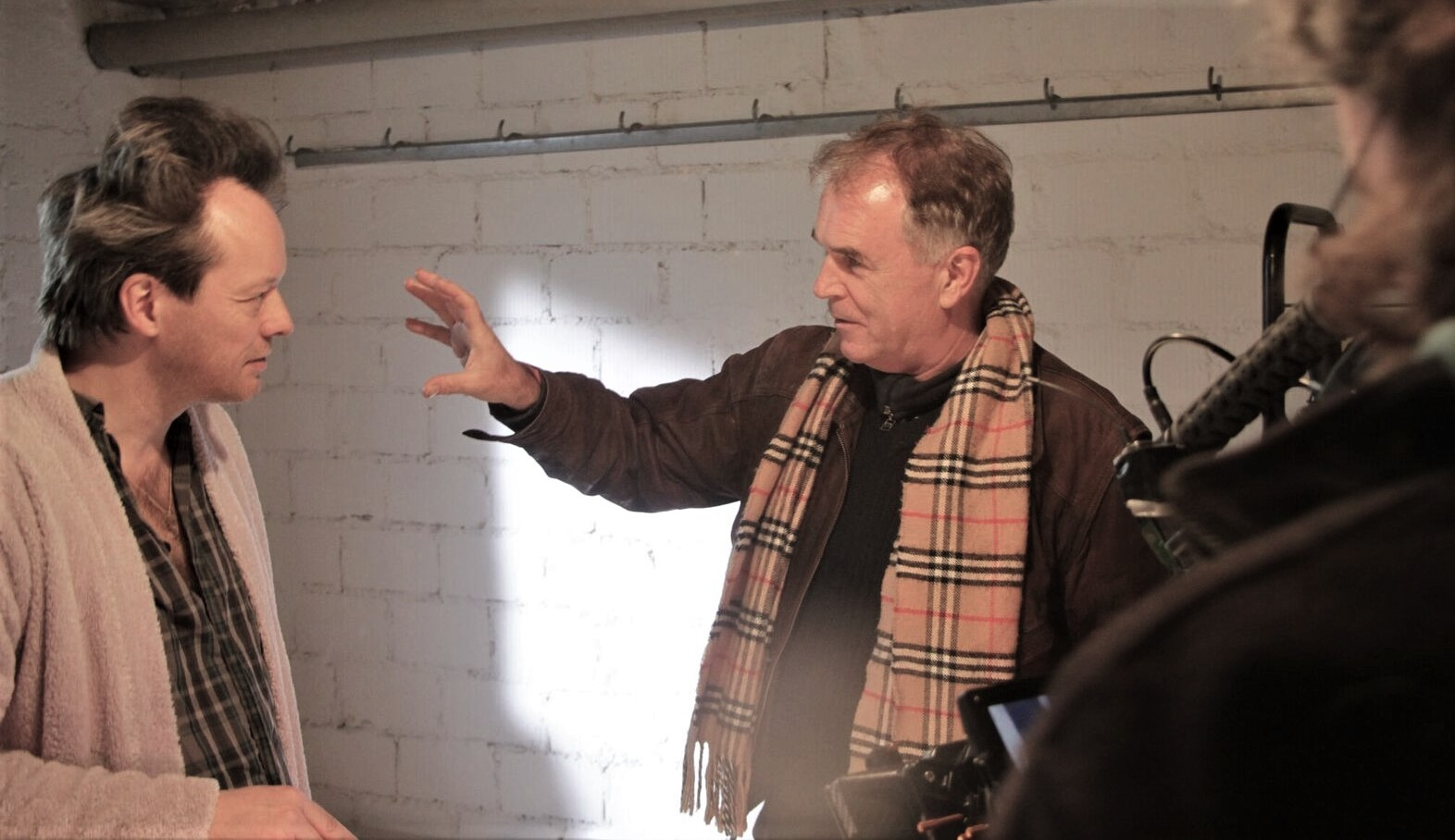
Roger Steinmann (Bildmitte) mit Pascal Ulli am Set von PhonY, 2018

Im Jahr 2018 begann Steinmann, die internationale Farce PhonY in der Schweiz, u.a mit Pascal Ulli und Gilles Tschudi, und in Thailand mit einem lokalen Cast zu drehen. Das in Los Angeles folgende Segment musste wegen des unerwarteten Todes des Hauptdarstellers Burt Reynolds unterbrochen werden. Die Golden-Globe-Award-Gewinner Arnold Schwarzenegger, Talia Shire sowie Elke Sommer waren für den Neudreh gesetzt - jedoch machten die Restriktionen der Corona-Pandemie die auf April 2020 angesetzten Dreharbeiten erneut zunichte.  Seither ist das Schicksal des bereits zu 70 % gedrehten Kinofilmes ungewiss.

### TheaterproduktionWin=Win
Durch die filmische Inaktivität im Frühling 2020 wandte sich Steinmann nach einer über 30-jährigen Pause dem Theater zu. Er kreierte Win=Win, eine Zwei-Personen-Farce über das panische Abstandsverhalten zwischen zwei Nachbarn, welches als  „Social Distancing“ in aller Munde war.  Das zweigeteilte Bühnensetting erlaubt die parallele Sicht auf die beiden gegensätzlichen Protagonisten.
Das Casting von Bodo Krumwiede und Florine Elena Deplazes erfolgte Ende April 2022, die Proben begannen Ende Juni und die Uraufführung von Win=Win fand am 7. Oktober 2022 in Zürich statt.
Neben der schweizerischen Produktion sind auch internationale Schauspieler, wie Didi Hallervorden und, kurz vor seinem Tod, Karl Dall sowie, in der englischen Adaption, Timothy Bottoms, für eine respektive Landespremière interessiert.

### Weitere Theateraktivitäten
2020/21 modernisierte Steinmann seine 1986er-Farce Achtung-Fertig-Los! neu als Nume Theater mit em Sunntigsbsuech (und in seiner eigenen Adaption auf Hochdeutsch als NUR THEATER MIT DEM SONNTAGSBESUCH).
2023 verfasste Steinmann das 'Ein-Damen-Trauma' Teufelskreis.  Dieses Drama basiert auf dem Ueberleben der Ruth Madoff, ihres Zeichens langjährige Ehefrau des Wall Street-Ponzi-Schwindlers Bernhard Madoff. Mit Steinmanns Adaption auf Englisch als Ruthless sind neben deutschsprachigen auch international bekannte Schauspielerinnen für die Uraufführung im Gespräch.
Ebenfalls im Jahre 2023 kreierte Steinmann die originale Krimi-Komödie Wenn der Drilling mit der Zwilling, ein Fünf-Personen Stück im Stil einer humoresquen Agatha Christie, wie z. B. Zeugin der Anklage.
Diese beiden Stücke sind Steinmanns erste Ausflüge als Autor in die Genren eines Ein-Personen-Stückes, respek. in den Krimibereich.

## Andere Aktivitäten und Fakten
- 1981: Steinmann schließt seine kaufmännische Ausbildung an der Swiss Business School in Zürich ab.[2]
- 1983: Steinmann gewinnt in der bekannten deutschen TV-Quizshow Alles oder Nichts 10.000 DM, moderiert von Max Schautzer.[38]
- 1983: Steinmann erfindet einen automatischen Flaschenverschluss, Patent  CH661024: FLASCHENVERSCHLUSS. Angemeldet am 26. September 1983, veröffentlicht am 30. Juni 1987, Erfinder: Roger Steinmann.‌
- 1984: Steinmann gründet die Rotsch AG um seine Erfindung zu vermarkten. Zu dieser Zeit war er 22 Jahre alt und wurde der jüngste Präsident eines solchen Unternehmens in der Schweiz.[2][39]
- 1986: Steinmann beginnt mit der Vermarktung von Glückwunschkarten in der Rotsch AG. Nach anfänglichen Erfolgen mit importierten Karten, erweitert er sein Sortiment durch eigenproduzierte Geschenkkarten im Luxus-Segment.[2]
- 1995: Steinmann gründet die Filmproduktionsfirma Sunset International AG.[2][40]
- 2022: Steinmanns Leben in seiner Wahlheimat Phuket wurde innerhalb der populären RTL-Doku-Serie Die Alltagskämpfer im September 2022 in drei Folgen ausgestrahlt[41].
- Steinmann spricht Deutsch, Französisch, Englisch und Spanisch und verfügt über Grundkenntnisse in Portugiesisch, Italienisch und Thailändisch.[2][41]

## Filmografie

### Film (Auswahl)
- 1969: Zürich (Kurzfilm; Regie, Buch, Produktion)
- 1976: Die Türe (Kurzfilm; Regie, Buch, Produktion, TV)
- 1976: Die Zwei vom Klub (Kurzfilm; Regie, Buch, Produktion)
- 1976: Die Welt steht Kopf (Kurzfilm; Regie, Buch, Produktion)
- 1977: Die Maschinentiere (Kurzfilm; Regie, Buch, Produktion)
- 1977: Die Flutkatastrophe (Kurzfilm; Regie, Buch, Produktion, TV)
- 1978: Ein Tag in der Tierarztpraxis (Kurzfilm; Regie, Buch, Produktion)
- 1990: Rotsch (Werbefilm; Regie, Buch, Produktion)
- 1995: Projekt Metalbeast (Kinofilm; Co-Autor)
- 2004: Illusion Infinity (alias Paradise) (Kinofilm; Regie, Buch, Produktion)
- seit 2018: PhonY (Kinofilm in Produktion; Regie, Autor und Produzent)

### Theater (Auswahl)
- 1982: BESCHTI REFERENZE  (alias Buchhalter Noetzli; Komödie; Regie, Produktion; Uraufführung in Zürich 5. Juni 1982)
- 1985: ACHTUNG-FERTIG-LOS!  (Autor Original-Buch; Komödien-Satire; Produktion; Uraufführung in Zürich 10. April 1987)
- 1988: SCHELMEREIE  (Regie; Komödie; Uraufführung in Oberentfelden (Kanton Aargau) 10. Januar 1988)
- 1989: DER ZAHNKLEMPNER  (Autor Original-Buch; Komödie; noch unproduziert)
- 1990: STURMFREI  (Autor Original-Buch; Komödie; noch unproduziert)
- 2020–22: WIN=WIN  (Autor Original-Buch in Deutsch; Farce; Produktion und Regie, Uraufführung in Zürich 7. Oktober 2022)[36]
- 2021: NUME THEATER MIT EM SUNNTIGSBSUECH  (Autor Neu-Adaption/-Aktualisierung von Original-Buch Achtung-Fertig-Los!)[41]
- 2021: NUR THEATER MIT DEM SONNTAGSBESUCH  (Autor Adaption auf Hochdeutsch)[41]
- 2023: WIN=WIN  (Autor Adaption auf Englisch vom deutschen Original)[1]
- 2023: TEUFELSKREIS  (Autor Original-Buch in Deutsch; Drama)[41]
- 2024: w.w.STEINZEIT (Autor Original-Buch in Deutsch; Satire)[41]
- 2024: WENN DER DRILLING MIT DER ZWILLING (Autor Original-Buch in Deutsch; Krimi-Komödie)[41]
- 2025: RUTHLESS (Autor der Adaption auf Englisch von Teufelskreis; Produktion und Regie der Uraufführung in London, 31. Mai 2025)[41]